# Zapoteca formosa
Zapoteca formosa es una especie de  arbusto perteneciente a la familia de las fabáceas. 

## Descripción
Son arbustos básicamente erectos, que alcanzan un tamaño de hasta 2 (–5) m de alto, ramitas teretes. Pinnas 1–3 (–4) pares; folíolos 3–8 pares por pinna, oblongos a oblongo-obovados o ampliamente obovados, de 4–59 mm de largo y 2–36 mm de ancho, los distales 11–59 mm de largo y 5–36 mm de ancho, los proximales más pequeños. Cáliz 1.5–4 mm de largo; corola 3–5 mm de largo; filamentos blancos. Fruto hasta 13 (–15) cm de largo.

## Distribución y hábitat
Común en sitios perturbados derivados de bosques secos o subhúmedos, a una altitud de  0–2000 metros; florece durante la estación húmeda, fructifica en oct–mar; desde el norte de México al norte de Argentina. Esta especie, distribuida en forma discontinua desde el sur de Estados Unidos (Arizona) y norte de México hasta el norte de Argentina, incluye 6 subespecies.

## Taxonomía
Zapoteca formosa fue descrita por (Kunth) H.M.Hern. y publicado en Annals of the Missouri Botanical Garden 73(4): 757. 1986[1987].
Subespecies
- Zapoteca formosa subsp. formosa (Kunth) H.M.Hern.
- Zapoteca formosa subsp. gracilis (Griseb.) H.M.Hern.
- Zapoteca formosa subsp. mollicula (M.Martens & Galeotti) H.M.Hern
- Zapoteca formosa subsp. rosei (Wiggins) H.M.Hern.
- Zapoteca formosa subsp. salvadorensis (Britton & Rose) H.M.Hern.
- Zapoteca formosa subsp. schottii (S.Watson) H.M.Hern.

Sinonimia
- Acacia formosa Kunth	basónimo
- Anneslia formosa (Kunth) Britton & Millsp.
- Calliandra chapaderoana (Britton & Rose) Standl.
- Calliandra formosa (Kunth) Benth.
- Calliandra izalcoensis (Britton & Rose) Standl.
- Feuilleea formosa (Kunth) Kuntze
- Feuilleea malacophylla (Benth.) Kuntze